# アブドルファッターフ・アッ＝シーシー
アブドルファッターフ・サイード・フセイン・ハリール・アッ＝シーシー（ عبد الفتاح سعيد حسين خليل السيسي、Abdel Fattah Saeed Hussein Khalil El-Sisi、1954年11月19日 - ）は、エジプトの軍人（陸軍元帥）、政治家。日本語メディアではシシ、シーシ、スィースィーあるいはアッシーシとも表記される。
エジプト軍軍事情報庁長官、エジプト軍最高評議会議長、国防大臣、エジプト国軍総司令官、第一副首相などを歴任し共和政エジプト第6代大統領（エジプト・アラブ共和国第4代大統領）に就任した。2019年度アフリカ連合議長。

## 軍人時代
1954年カイロ旧市街のガマレイヤ地区に生まれる。子どもの頃からもの静かで信仰に篤く、愛国心の強い少年だったという。
1977年エジプト陸軍士官学校を卒業後、歩兵連隊に編入される。1992年から英国統合軍指揮幕僚大学で訓練を受け続け、2006年、ペンシルバニアのアメリカ陸軍戦略大学で修士号を取得した。留学時代に「軍国主義とイスラム主義のハイブリッド型の統治」をテーマにした論文を書いた。機械化師団長、国防省事務総局首席補佐官、サウジアラビア大使館付陸軍武官、北軍指揮官参謀長を経て2011年2月エジプト軍軍事情報庁長官に就任した。同年6月、強姦の告発から兵士を放免するために女性の処女性検査を行ったとする声明を出したが、この声明はエジプト軍最高評議会から否定されている。

## 権力の掌握

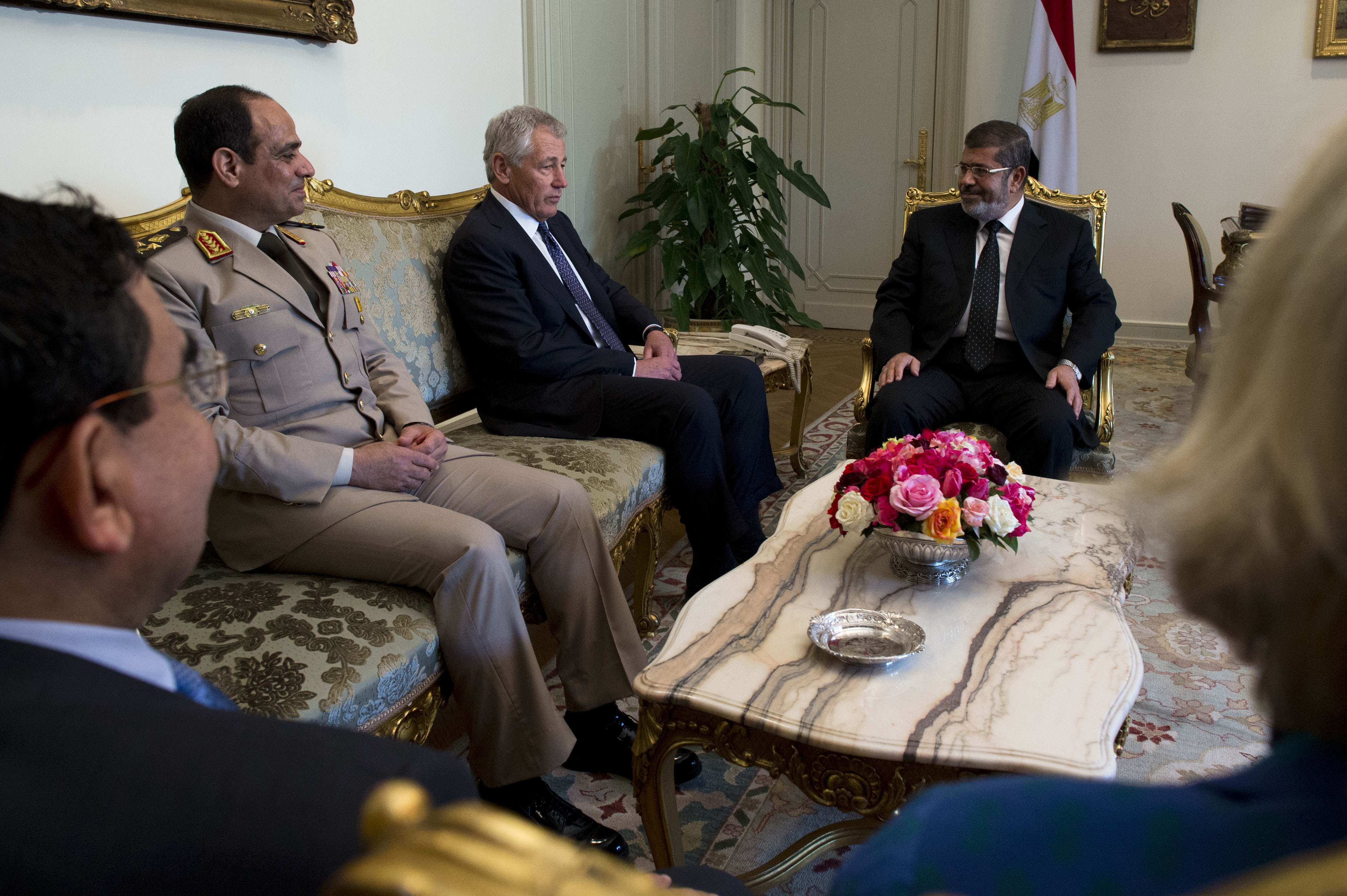
ムハンマド・ムルシー大統領（右奥）と、シーシー国防大臣（左から2番目）。2013年4月24日撮影。

アラブの春・2011年エジプト革命によってムバーラクが大統領の座から引きずり降ろされた。後任には、ムスリム同胞団系自由と公正党出身のムハンマド・ムルシーが大統領に選出された。しかし、ムルシー政権の内政外政におけるさまざまな失政を受けて反政府デモが展開され、国防相・エジプト軍最高評議会議長のムハンマド・フセイン・タンターウィが解任される。2012年8月12日、ムルシーは後任の国防相・エジプト軍最高評議会議長にシーシーを抜擢し、シーシーは少将から大将に昇進した。しかし、民衆の不満はさらに高まり、シーシーはムルシーに対し「もはや、あなたは大統領でない」と突き上げたが、ムルシーは「おまえを解任してやる」と反発、軍と政権との対立は深刻化する。

### クーデター
2013年7月3日、シーシーは、高まる反ムルシー世論と軍最高評議会の権限を背景にムルシーを政権から排除すると発表し、暫定大統領として最高憲法裁判所長官アドリー・マンスールを指名するなど、2013年エジプトクーデターにおいて中心的な役割を演じた。7月16日に成立したベブラーウィー内閣では、第一副首相を兼任。
このクーデターはエジプト国民の多くに支持され、特にシーシーは多くの熱狂的な支持者を獲得した。

### 2014年大統領選挙
2014年1月27日、シーシーは元帥に昇格し、軍評議会から大統領選への出馬の承認を得た。2月、外務・防衛閣僚協議（2プラス2）のため、ナビル・ファハミ外相とともにロシアを訪問した。3月26日、テレビ演説で国防大臣の辞職と、同年中に実施予定の大統領選挙への出馬を表明した。これは軍人と警察官は、従事している間は投票や立候補が認められないからである。
2014年6月3日、エジプトの選挙委員会は5月26～28日の大統領選においてシーシー前国防相が、得票率96.91％で当選したと正式に発表した。投票率は47.5%だった。6月8日に正式に就任した。

## 大統領
シーシーは、それまで暫定大統領マンスールのもとで暫定首相を務めていたイブラヒーム・メフレブに組閣を要請し、2014年6月にメフレブ内閣が発足した。暫定内閣の閣僚の大部分が留任した。
2014年、フィナンシャル・タイムズから習近平、ウラジーミル・プーチン、レジェップ・タイイップ・エルドアン、ナレンドラ・モディ、安倍晋三（およびベンヤミン・ネタニヤフ）ら各国首脳と並び、「地政学的な環境を形成しているタフガイ指導者」、2014年に世界を闊歩した「剛腕政治家」の一人に選ばれた。
2015年3月5日、シーシーは内閣改造によって内相・観光相・教育相・文化相など8つのポストを交代させた。特にムルシー時代から内相（警察機構のトップ）を務めるイブラヒムの更迭は、シーシーの権力基盤が固まったことを示すと同時に、治安対策を巡る世論の不満に配慮したことが背景にあるとみられている。
2018年3月の大統領選挙で再選。2019年4月には大統領の任期を現在の4年から6年に延長することなどを柱とする憲法改正案が議会、国民投票の両方で承認された。シーシーの大統領の任期は2024年までであり、これが2期目ではあるが、さらにもう1期6年延長し、2030年までの大統領続投も可能とする内容も含まれている。2023年10月2日には次期大統領選挙への出馬を表明し、同年12月10日から12日にかけて執行された大統領選挙では得票率89.6％で3選された。

### 経済

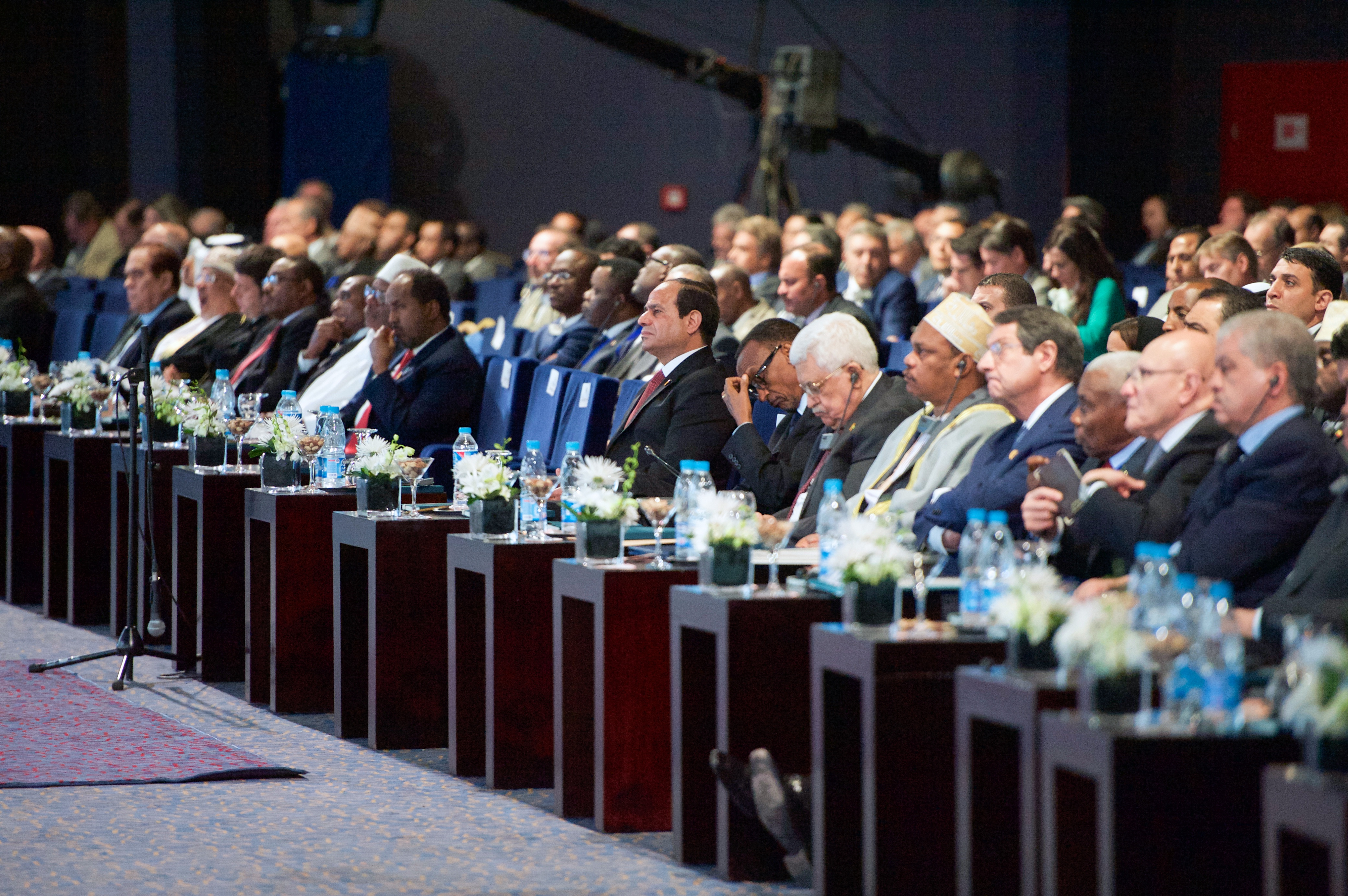
エジプト経済開発会議での各国首脳

治安が不安定なエジプトにとっては経済の好転が治安改善のカギとなるとみられている。また、経済を成長させるためには治安の回復が不可欠とされている。それゆえシーシー政権は低迷する経済の浮揚を最優先課題に据えている。
シーシーが大統領に就任してから経済は好転した。2014年6月、格付会社フィッチ・レーティングスはエジプトについて、シーシー政権誕生を念頭に「政治面で前向きな発展があり、現時点が底だろう」という見通しを示した。また、治安改善策が一定の効果をあげ、海外からの投資が復調傾向に転じる。一時は枯渇しかけた外貨準備高も必要な額を安定して上回るようになる。
シーシー政権は投資規制緩和とならんでインフラストラクチャー整備プロジェクトを重視しており、新スエズ運河を完成させた。2015年3月には、カイロ、スエズ、アインソフナの間の地域に、空港や大規模な太陽光発電フィールドを完備するシンガポールをモデルとした新首都・新行政首都を建設し、政府庁舎・外交関連施設・住居などを移転させる計画を発表している。
経済を活性化させるために国民に対して努力を促しており、大統領選挙では「エジプトを改革するため、朝早くから夜遅くまで共に汗を流そう」と呼びかけた。そのため、当選後は公務員の「午前7時就業」を打ち出し、実際に幹部公務員は7時に登庁しているとされる。エジプト経済開発会議で行った演説では国民に対して「これまでの1000倍努力せよ」と発言した。また、夫を亡くしたため43年間にわたって男装して働き、娘を育て上げた女性を「働く母親の模範」として自ら表彰している。
2015年3月13日、シナイ半島南部のシャルム・エル・シェイクでエジプト経済開発会議を開催した。この会議はシーシー政権の経済改革によって復調しているエジプト経済にとって正念場であり、イメージ回復を図る取り組みの一環であるとみられている。この場において、シーシーは2015年から5年間に年率6％の経済成長を実現するという目標を発表した。これに賛同したサウジアラビア・アラブ首長国連邦・クウェートが計120億ドル以上の経済援助を表明するなど、エジプトは会議によって各国政府・企業などから総額600億ドルの経済投資・支援を得たという。会議の終わりにシーシーは拠出に対する感謝を表明するとともに、国民に対して努力を促した。エジプト南部では小中規模の水力発電や灌漑設備を建設している。

### 治安
シーシー政権初期の治安維持を担当したのはムルシー政権から引き続き内務大臣を務めたイブラヒムである。2015年3月5日の内閣改造で内務大臣はイブラヒムから内務官僚出身のアブドルガファルに交代した
シーシーは権力を掌握後、ムスリム同胞団を中心に反体制派を徹底的に取り締まり、集会の自由・言論の自由を制限した。同胞団を徹底的に弾圧して治安の維持を図るとともに、同胞団を警戒するサウジアラビアなどから援助を引き出している。また、令状なしの身柄拘束が常態化していると指摘されている。
エジプトではセクシャルハラスメントが非常に多いとされており、シーシー政権下ではセクハラを犯罪とする法律が成立した。シーシーの大統領就任式の日には、カイロのタハリール広場でシーシーの支持者によって女性が暴行される事件が起きた。シーシーは病院に出向いて被害女性を見舞い、治安当局に対策強化を指示した。
2013年11月12日、外国人のジャーナリストを自国に送還する命令を発布した。
2015年5月16日、刑事裁判所は、2011年の反政府デモに際して支持者らに刑務所を襲撃して囚人を脱獄させた容疑でムルシーおよびムスリム同胞団幹部・支持者ら105人（あわせて106人）が「死刑に値する」と表明した。エジプトでは、死刑判決は大ムフティー（最高イスラム法官）の意見を聞く必要があるため、この段階では判決ではない（ただし、裁判官は大ムフティーの意見に従う必要はない）。正式判決は、6月2日を予定している。

### 軍事・外交

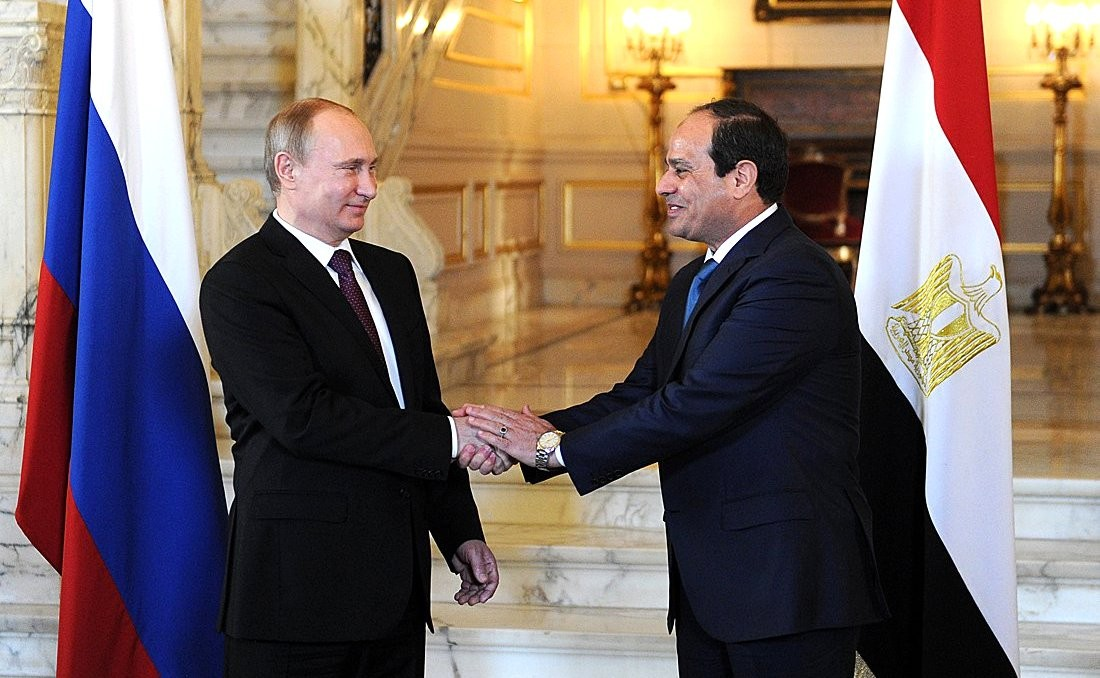
シーシーとプーチン（2015年2月10日）

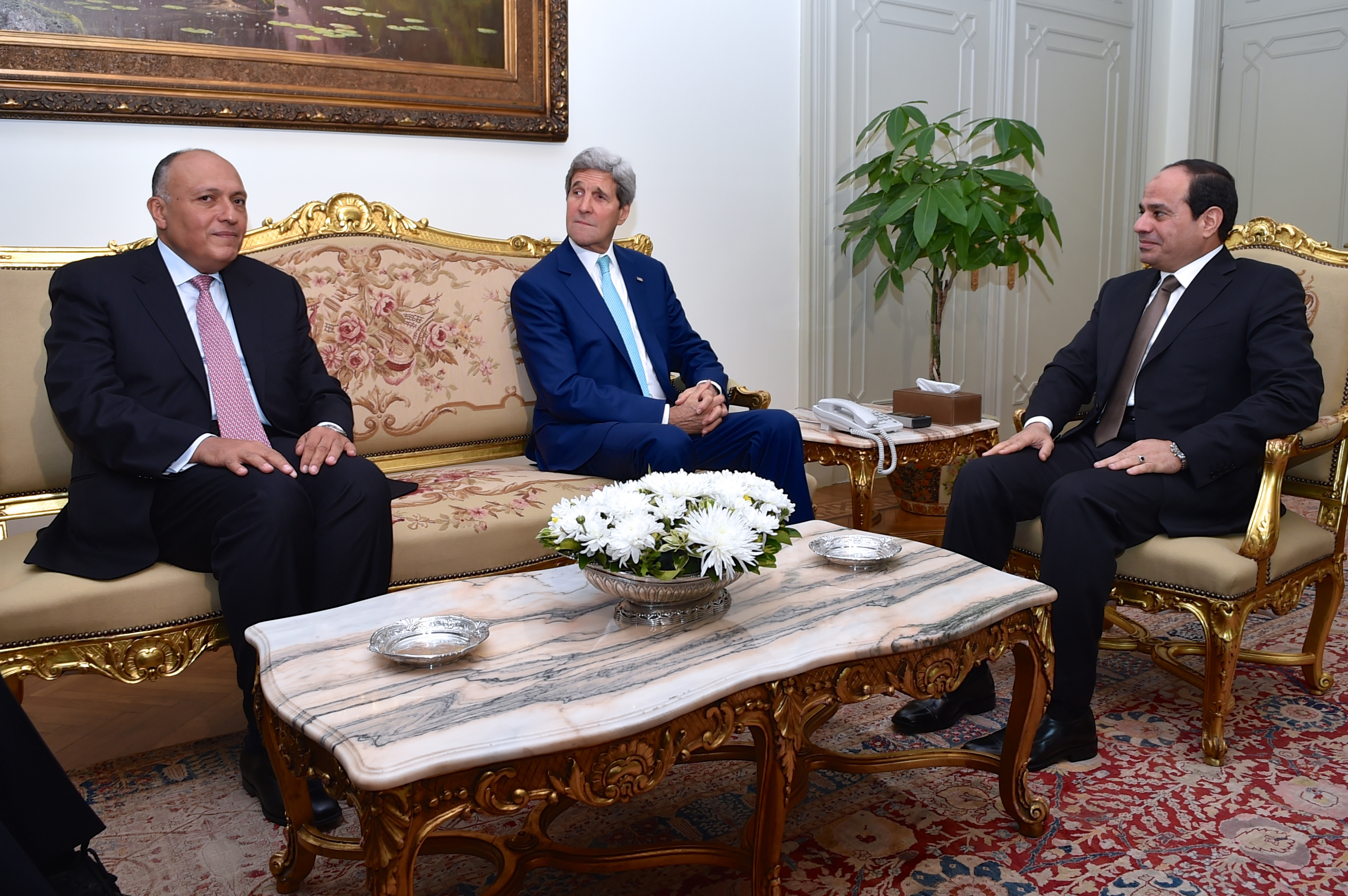
シーシーとケリー（中央）

国際社会において、エジプトのシーシー政権を「対ISIL（イスラム国）のとりで」とみなす風潮が強まっている。

### 教育
訪日際に日本の小学校を視察して、日本人児童の協調性や社会性に感銘を受けて、2018年秋に開校したエジプト日本学校（EJS）のひとつ、ハダエックオクトーバー校や、いくつかの学校では「特活（特別活動）」と呼ばれる掃除、学級会、日直などの活動を中心とする日本式教育を採用した。

#### アメリカ・ロシア・中国
シーシーは大統領就任以前からロシアのプーチン大統領と会談を重ねて信頼関係を構築しており、ソビエト連邦時代に軍事的協力関係にあったロシアから武器を購入、さらにロシア主導のユーラシア経済連合とエジプトのFTAに確約を取り付けた。ロシアにとっては、エジプトとの接近は2014年クリミア危機以降の国際的な孤立を打開するチャンスになると考えられている。
シーシーはエジプト最大の貿易相手国で冷戦時代から軍事的協力関係にもある中華人民共和国からも無人攻撃機の翼竜など武器を購入し、カイロのアラブ連盟本部で演説するためエジプトを訪れた習近平国家主席と会談して巨額の資金援助を取り付け、中国主導のアジアインフラ投資銀行に参加してその融資を受け、一帯一路構想への支持も一帯一路国際協力サミットフォーラムで表明した。当初開発を担うはずだったアラブ首長国連邦のエマール・プロパティーズが撤退した新行政首都建設計画を担当した中国建築とはエジプトの議会と大統領府や政府庁舎の建設と融資を行う覚書を締結したものの価格面で折り合わずエジプトの地元企業が請け負うことになったが、新首都のランドマークであるアイコニックタワーが建つ中央業務地区は中国建築が建設しており、シーシー政権を積極的に支援する中国政府の要請に応えて多くのウイグル族を強制送還してることは国際問題となっている。国際連合人権理事会では日本などの22カ国が中国の再教育キャンプなど新疆ウイグル自治区での人権弾圧を共同書簡で非難した際に中国を擁護する共同書簡を公開したサウジアラビア、アラブ首長国連邦、スーダンなどの37カ国にエジプトも名を連ねた。
中国とロシアを中心とする上海協力機構に加盟申請し、エジプトは対話パートナーとしての参加を認められることとなった。ロシア海軍や中国人民解放軍海軍とは中露と初となる合同演習を行い、欧米日から懸念を招いたロシアの2015年モスクワ対独戦勝70周年記念パレードと中国の2015年抗日戦勝記念式典のいずれにも出席し、後者ではエジプト軍を天安門広場で中国人民解放軍とともに行進させるなど中露を重視した外交を行っている。
一方、アメリカ合衆国大統領バラク・オバマと国務長官ジョン・ケリーはムバラク政権打倒を後押しし、当初はムルシー政権を倒したシーシー政権を冷遇したため、シーシーはアメリカに対して不信感を持っているとされる。しかし、アメリカはエジプトの軍事支援続行を決定しており、シーシーはアメリカとロシア双方を利用する外交を展開している。これにはムルシー政権を快く思っていなかったために米国に苛立っていたイスラエルのベンヤミン・ネタニヤフ首相へのシーシー政権による米国説得要請があったとエジプト議会議員タウフィーク・オカーシャは述べている。

#### アラブ諸国
中東地域の安定化のために「アラブ諸国への脅威に対し、迅速に軍事介入を行うこと」を任務とするアラブ合同軍の創設を提唱してアラブ諸国首脳から支持を取り付けており、アラブ連盟加盟国の間でそのための準備が行われている。シーシー政権はサウジアラビアを始めとする湾岸諸国やムスリム同胞団を警戒する周辺国からは強い支援を受けている。
2014年 6月25日、就任後初の外遊先としてアルジェリアを訪問、アブデルアジズ・ブーテフリカ大統領と両国関係強化やリビア・シリア・マリの不安定な治安情勢について会談した。
2015年2月、ISILがリビアでエジプト人コプトの出稼ぎ労働者21人を惨殺した時、シーシーは自国民への惨殺を深刻に受け止め、リビア東部デルナにあるISILの訓練キャンプを空爆した。エジプトが本格的な軍事作戦を実施したのはここ数年で初めてである。

#### アフリカ諸国
かつてのムルシー政権は、エチオピアがナイル川上流に「グランド・ルネサンス・ダム」を建設しようとしていることに対し、エジプトの水利権を阻害するとして戦争すらちらつかせていた。一方でシーシーは大統領就任式にエチオピアなどナイル川流域諸国の代表を招待し、ナイル川の水資源に関する問題を解決する意思を示した。2015年3月23日にハルツームで、シーシーは交渉を通じてエジプトの不利益にならない形で合意を形成できたとして、スーダン大統領のオマル・アル＝バシール、首相のハイレマリアム・デサレンと共に、ダム建設を認める予備合意に調印した。
2019年2月10日にはアフリカ連合議長に就任し、2020年までにアフリカから銃声を消すことを目標に掲げた。

#### トルコ
熱心なスンニ派ムスリムであるトルコの指導者エルドアン（首相2003年 – 2014年、大統領2014年 - ）はエジプトのムスリム同胞団を支援してきた。しかし、ムルシーがクーデターで倒されると、シーシーに対して激しい批判を展開する。これによって両国関係は悪化し、トルコとエジプトは互いに大使を追放。トルコはエジプト・シリア・イスラエルの周辺主要3カ国に大使がいない事態に陥る。

#### イスラエル
シーシーはパレスチナとの2国家共存を働き掛けるためにイスラエルの首相ネタニヤフと「かなり」会談を重ねてきた。2015年3月、シーシーは「（イスラエルとの間で）敵対的なムードはなくなってきた」と発言し、ISILが活動するシナイ半島やガザ地区で利害が一致するイスラエルと協力する姿勢を見せている。また、ムルシー時代に召還していた大使も新しく任命して赴任させ、カイロのイスラエル大使館も再開した。

#### ヨーロッパ
2014年11月、シーシーはイタリア・フランスなどヨーロッパを歴訪した。最初にローマ教皇フランシスコとバチカンで面会し、中東と北アフリカの平和と安定の推進におけるエジプトの役割などを話し合った。フランシスコは衝突を終わせる唯一の方法は対話と交渉だと強調した。
2015年6月3日、シーシーはドイツを訪れ首相アンゲラ・メルケルと会談した。内戦が続くシリアなど中東情勢について協議した。会談後の記者会見でメルケルはエジプトと対テロ戦争で協力することを強調するとともに、シーシー政権下での人権状況の改善を要求した。シーシーは「エジプトは法治国家であり、司法に口を出すことがあってはならない」と反論した。ドイツ連邦議会議長ラマートは大勢の反体制派に死刑判決が下されたとする抗議書簡を送り、シーシーとの会談を拒否した。

#### 北朝鮮
エジプトは朝鮮民主主義人民共和国と伝統的な友好国だったが、シーシー政権は北朝鮮の核実験に対して極めて異例の抗議をしており、エジプトが国連安保理の議長国になった際は制裁決議に賛成もしている。また、北朝鮮の駐エジプト大使の国外追放や貨物船の拿捕、軍事関係の断絶などの制裁も実施している。

#### 日本
2014年9月、国際連合総会出席のためニューヨークを訪問していたシーシーは日本の首相・安倍晋三と会談を行った。安倍はシーシーに、エジプトの安定と発展は地域全体の鍵であり，日本は新規円借款供与などでエジプトの取組をさらに積極的に支援をしていくことを伝えた。これに対しシーシーはこれまでの日本からの支援に感謝を表明し、今後スエズ運河開発・再生エネルギーなどの分野で日本企業の投資が戻ってくることを期待したい旨を述べた。
2015年5月、シーシーはカイロを訪問した日本の衆議院議員・日本エジプト友好議員連盟会長小池百合子と会談した。シーシーは日本人の勤勉さや規律を守る国民性について、コーランの教えの実践でもあるとの考えを示し、日本人を「歩くコーラン」だとたたえた。
2016年2月28日に来日。

## 人物

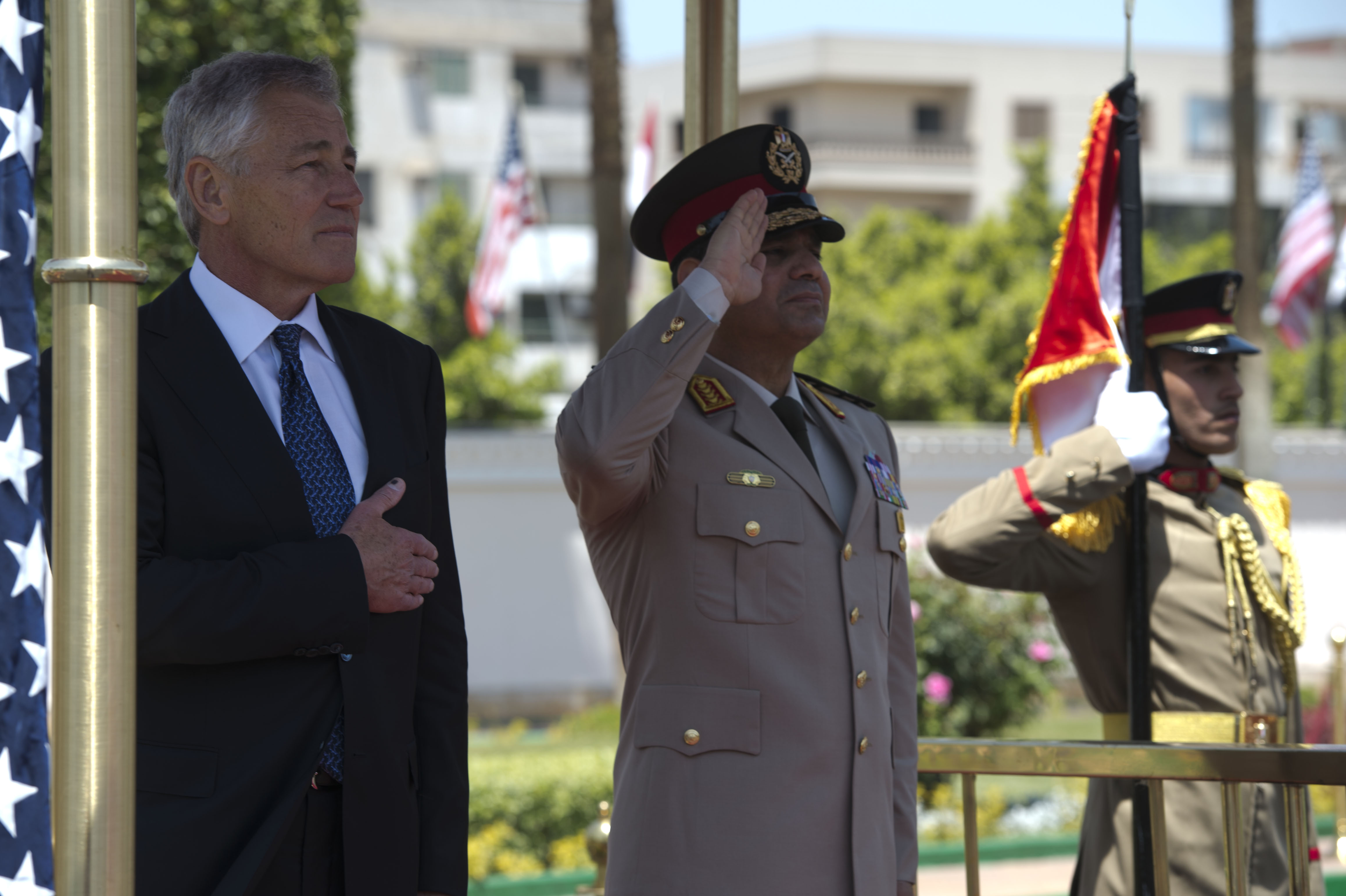
エジプト旗に敬礼する国防相シーシーとアメリカ国防長官チャック・ヘーゲル（2013年4月24日）

2014年現在、3人の息子と1人の娘、4人の孫がいる。母親からの影響でコーランも暗誦しているという。
元アラブ連盟議長のアムル・ムーサはシーシーについて、実利主義者で人の意見を良く聞き、歴代大統領とは異なる独自の政治プランをもっている、と評価している。
国内においては「タフガイ」なイメージを売り物にしているとされる。「アラブの春」後の混乱期、シーシーはメディアを通じて迷彩服にサングラス姿で知られるようになり、多くの国民には自信満々できまじめな軍人に見えたという。シーシー自身は大統領になる前、「民衆は私が優しい人間だと思っているが、それは違う。私は拷問であり苦痛だ」と非公式に発言したとされる。
体を鍛えるのが趣味で、若い頃は金属製のパイプと岩で自作したバーベルを使って体を鍛えていたという。

### 歴代大統領との繋がり
幼い頃のシーシーが2代大統領ナーセルのすぐ目の前で敬礼する写真がある。シーシーが大統領になる前、夢の中で3代大統領サーダードに会い、『私は自分が大統領になることを以前から知っていた』と言われ、シーシーは『私も自分が大統領になると知っています』と答えた。これは非公式の会話がリークされたものだったが、それによるとシーシーは過去の「夢」が将来を暗示していたことが証明されたと捉えていたという。シーシーは4代大統領ムバーラク政権の一員であり、情報部門のトップを務めたこともある。シーシー政権下の2014年11月29日には、ムバーラクに対して事実上の無罪となる公判棄却の判決が言い渡された。自分を国防相に抜擢したムルシーに対してはクーデターで失脚させている。

### コプトとの繋がり
歴代のエジプト大統領と国内のコプト正教会（キリスト教）との関係は緊張を孕むものだった。しかし、シーシーは前任者たちと異なり、コプト教会と友好関係にあると見られている。
2013年、コプト教皇タワドロス2世（英語版）は、シーシーがムルシーを大統領職から退任させたことを祝福した。しかし、ムルシー失脚時のエジプトではムスリム同胞団らによってキリスト教会が襲撃され、マムルーク朝時代のようなキリスト教徒に対する激しい迫害が懸念された。この事態に対し、シーシーはアル＝アズハル大学で過激主義を戒める演説を行った。さらにコプト暦のクリスマスイブにコプト教会の聖マルコ教会を訪れ、ムスリムとコプトの友好と、「宗教的改革」（原理主義との戦い）の必要性を訴えた。エジプト大統領がコプト正教会のクリスマスイブの式典に参加するのは初めてであり、タワドロス2世がムルシー政権打倒を支持したことへの返礼とされる。2015年2月、リビアでエジプト人コプトの出稼ぎ労働者21人がISILに惨殺された際、シーシーはタワドロス2世に哀悼の意を伝えた。その後、エジプト空軍はリビアのISIL拠点を空爆した。